# V410 Волка
V410 Волка (лат. V410 Lupi) — двойная затменная переменная звезда типа W Большой Медведицы (EW) в созвездии Волка на расстоянии приблизительно 1560 световых лет (около 478 парсеков) от Солнца. Видимая звёздная величина звезды — от +15,38m до +14,74m. Орбитальный период — около 0,2187 суток (5,2481 часов).

## Характеристики
Первый компонент — оранжевый карлик спектрального класса K. Радиус — около 0,77 солнечного, светимость — около 0,172 солнечной. Эффективная температура — около 4241 K.
Второй компонент — оранжевый карлик спектрального класса K.